# Edward Poynter

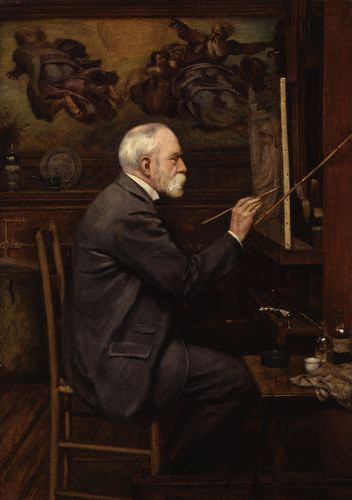
Sir Edward Poynter avmålad av Philip Burne-Jones.

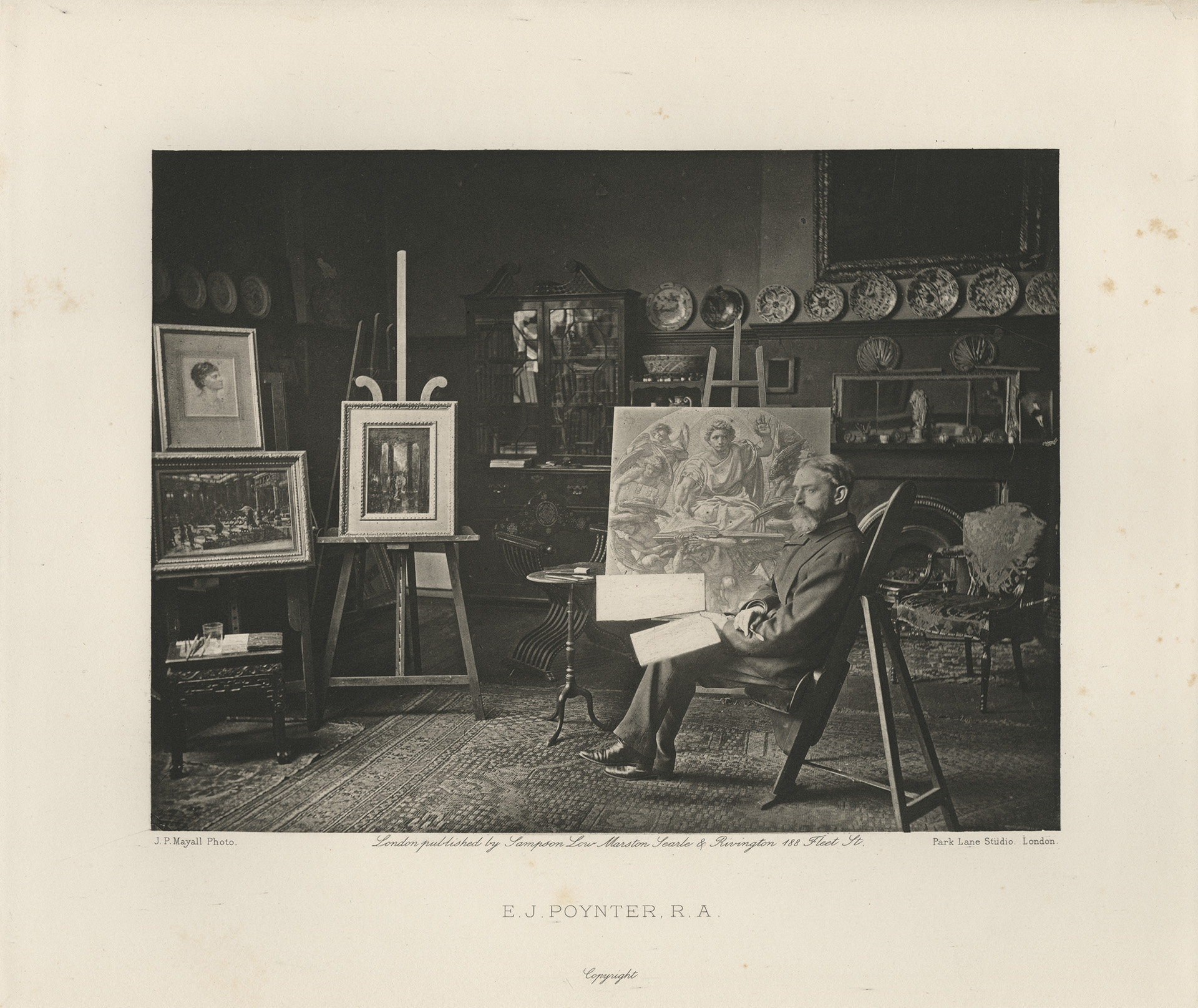
Poynter i sitt hem

Edward John Poynter, 1:e baronet, född den 20 mars 1836 i Paris, död den 26 juli 1919 i London, var en engelsk målare som var preses för Royal Academy of Arts. Han var son till arkitekten Ambrose Poynter.
Poynter studerade först i England, sedan i Paris under Charles Gleyre, slog sig ned i London 1860 och blev 1876 medlem av dess akademi. Han var en typisk engelsk klassicist, formren och ganska torr, påminner om Alma Tadema och sökte ofta med mycken arkeologisk lärdom rekonstruera gångna tider. Som hans mästerverk anses Besöket hos Asklepios (1880, Tate Gallery). Av hans arbeten märks Israel i Egypten (1867), Kartagos belägring (1868), Proserpina, Perseus och Andromeda (1872), Drottning Zenobia som fånge (1878) med flera. Därjämte utförde han fresker i Saint Stephan i Dulwich, i parlamentshuset med flera och skrev Ten lectures on art (1879). Poynter blev 1896 president vid konstakademien i London.

## Galleri

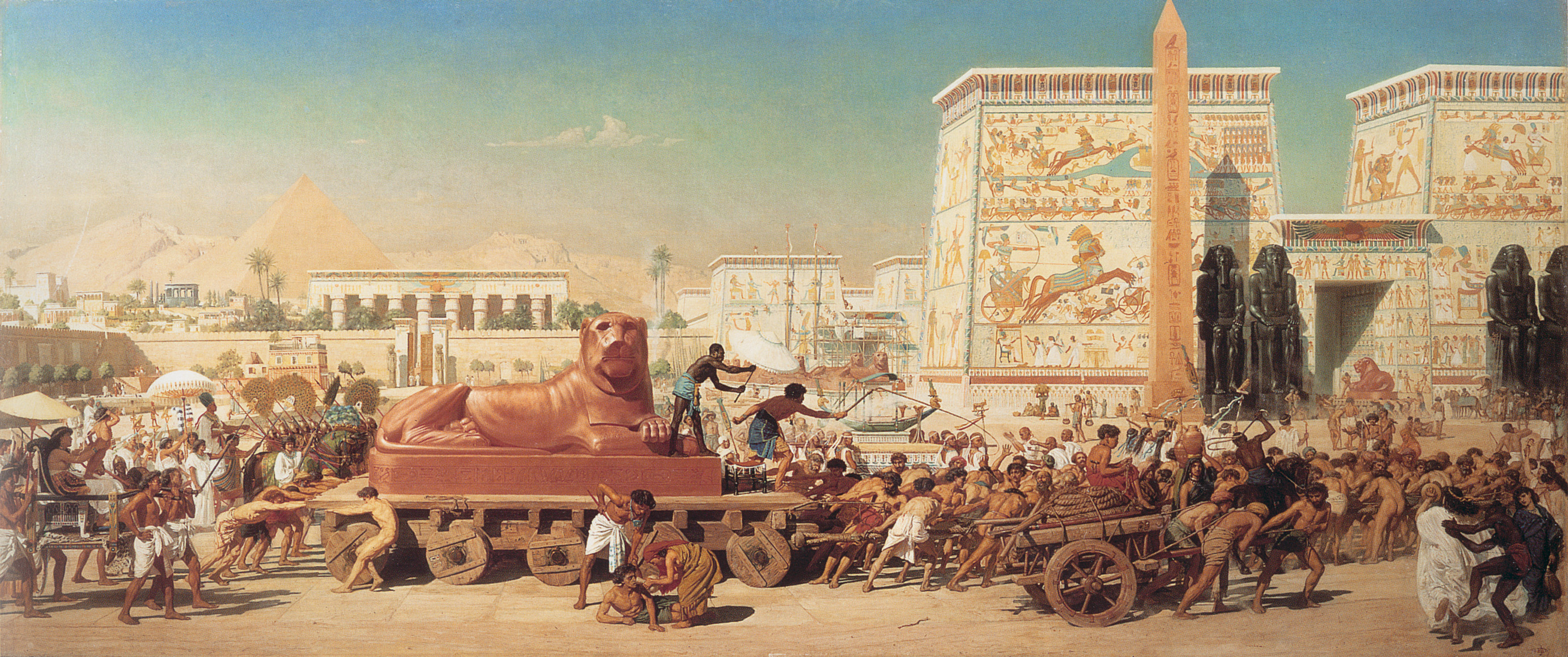
Israel i Egypten, 1867
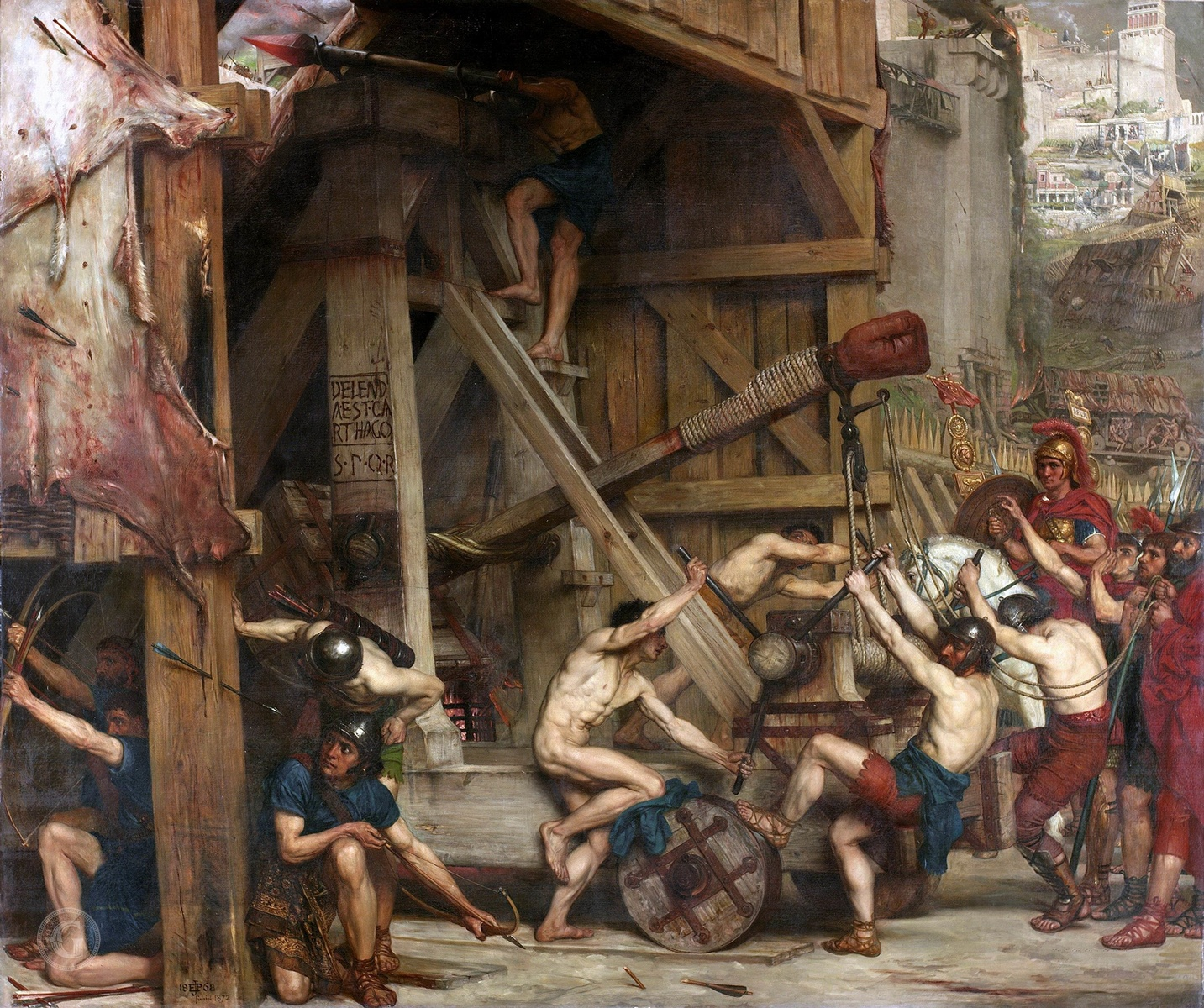
Catapulta (Kartagos belägring), 1868
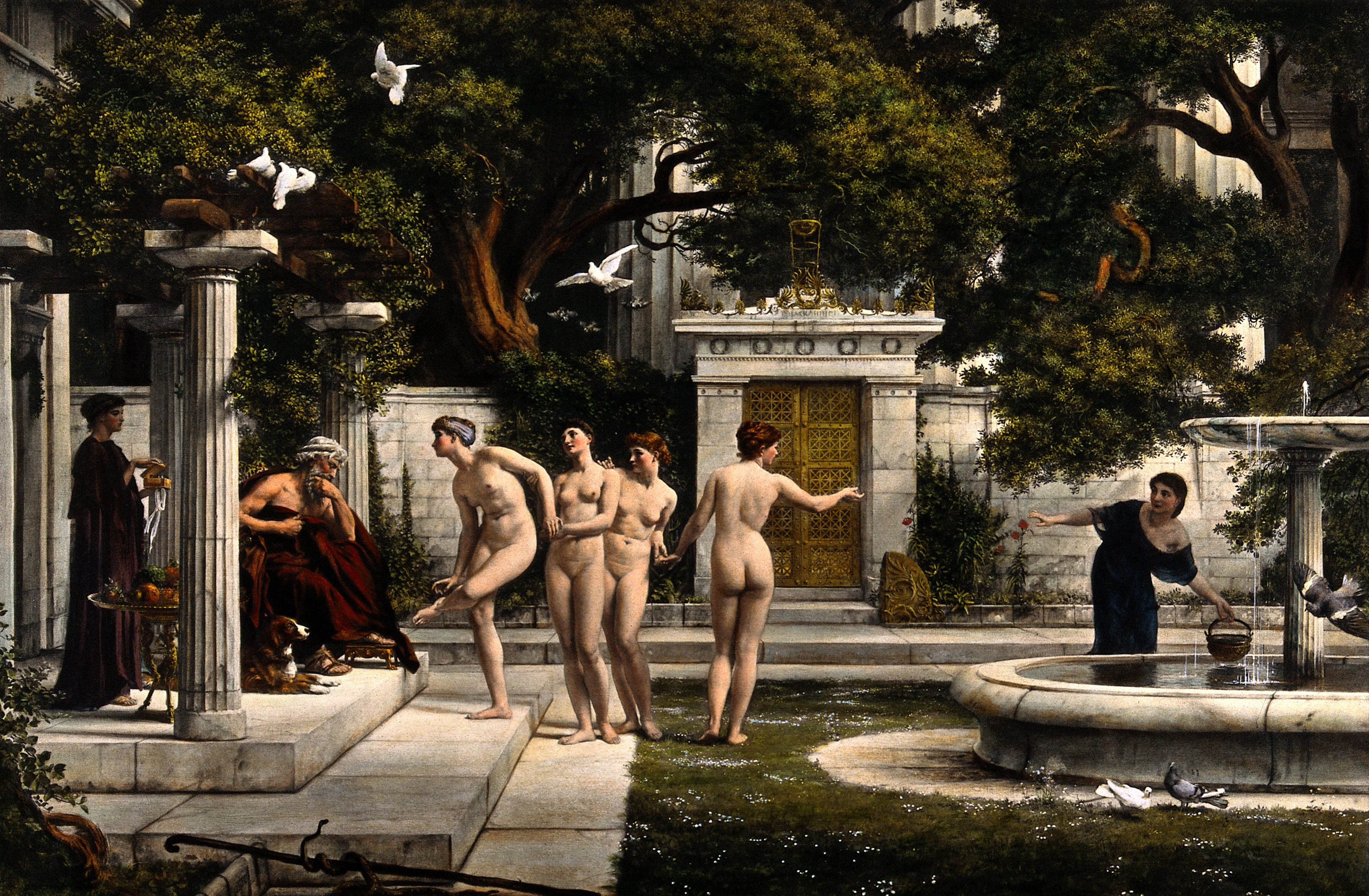
Besöket hos Asklepios, 1880
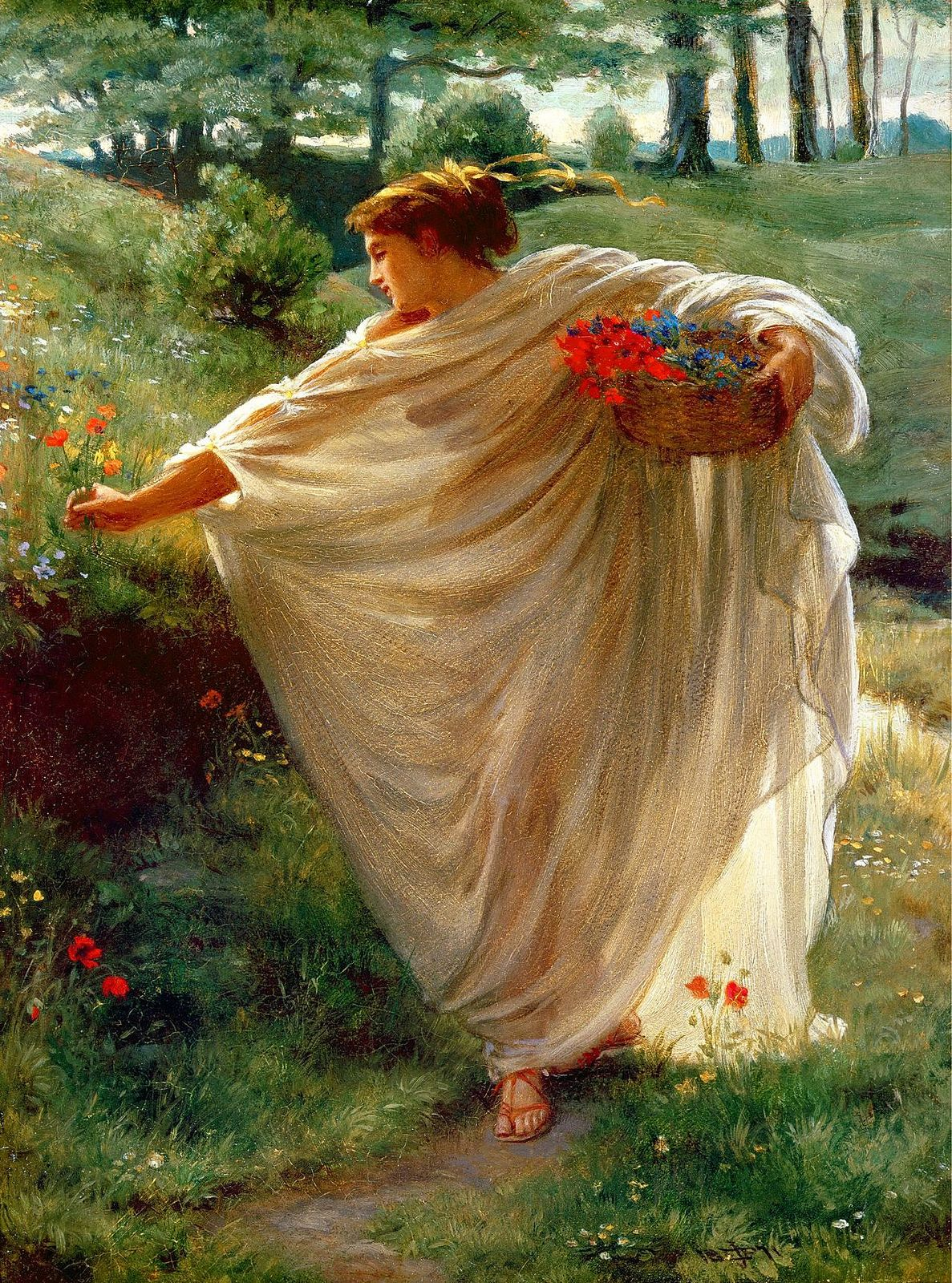
Vildblommor, ca 1880
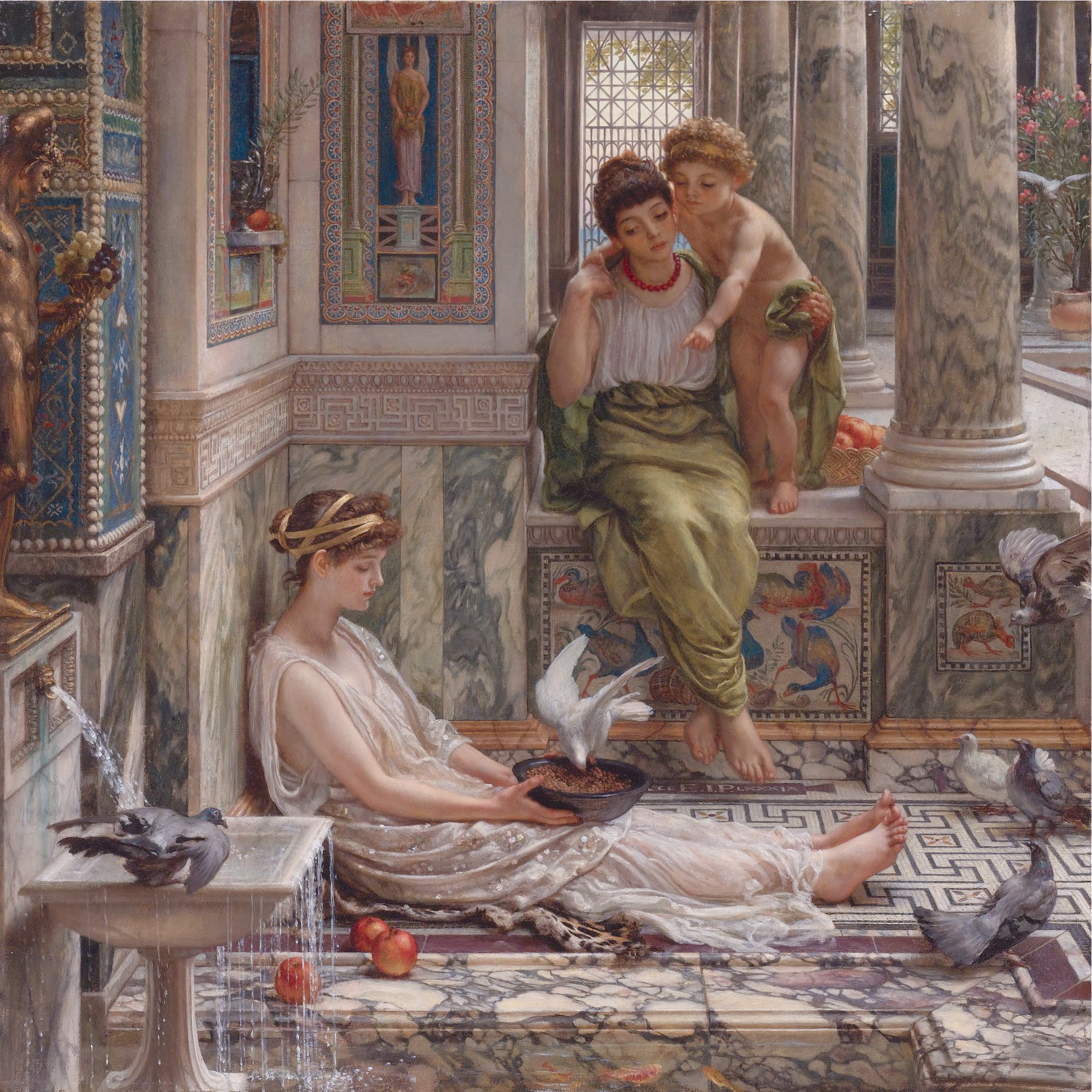
Villans hörn, 1889
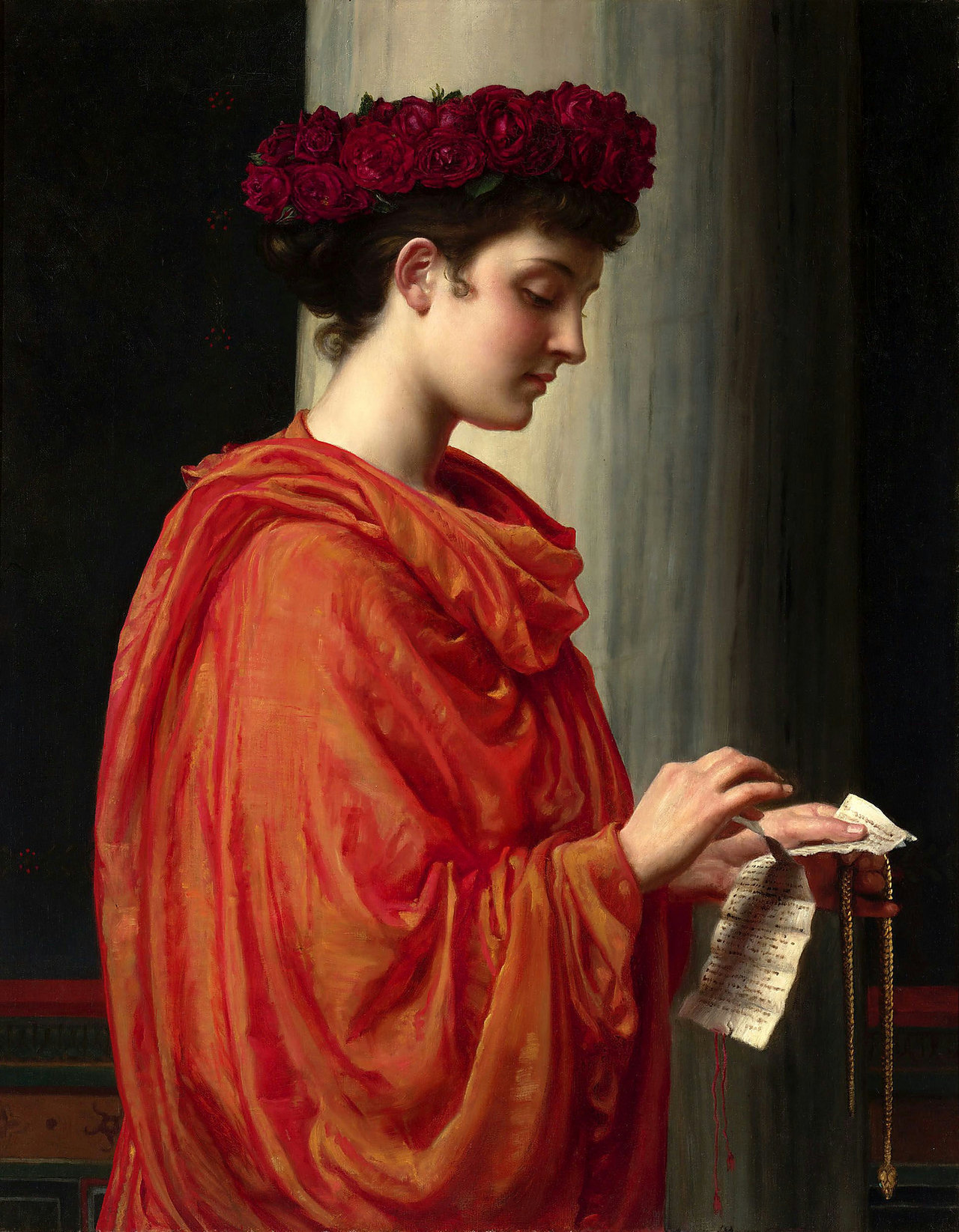
Barine, 1894
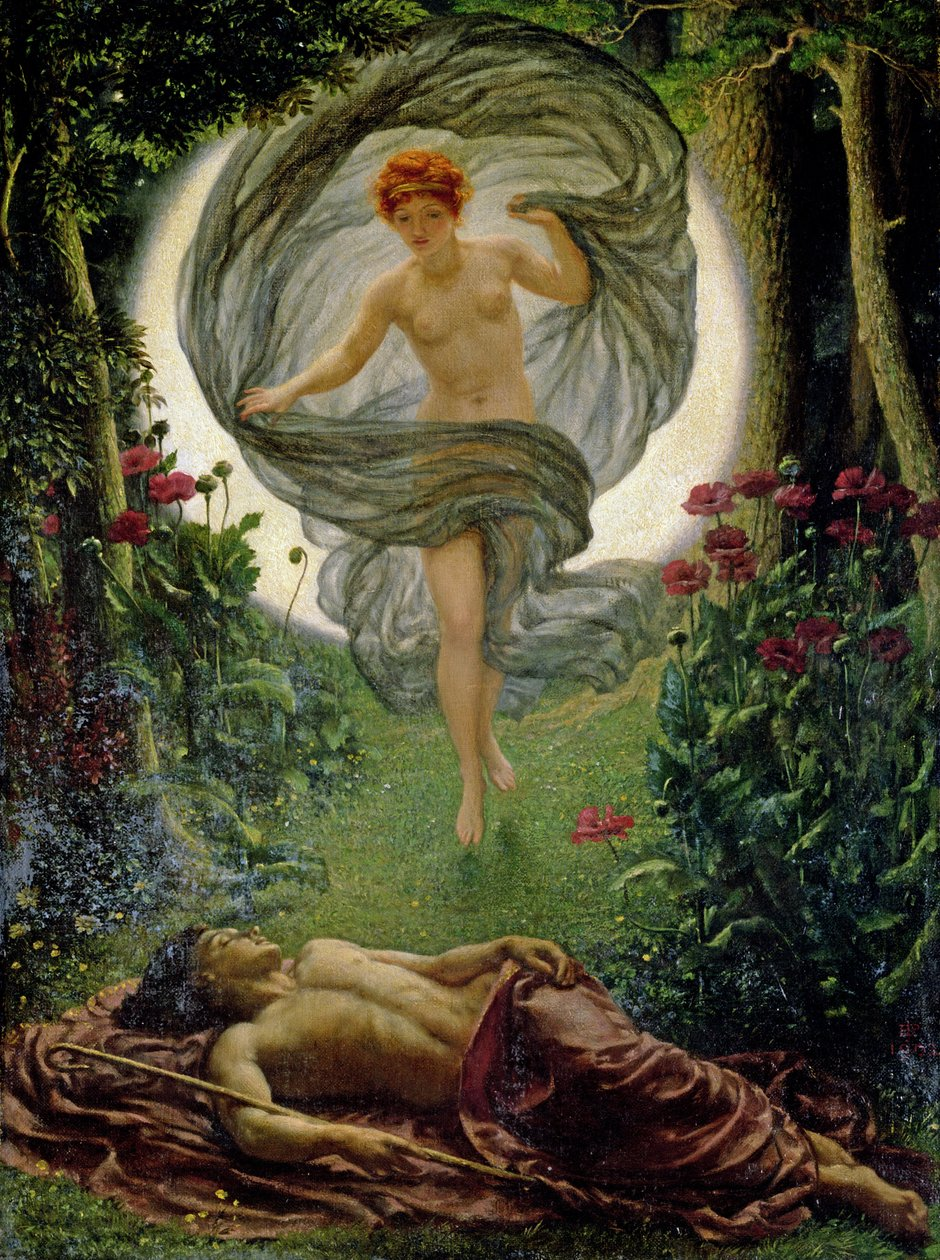
Endymions vision, 1902
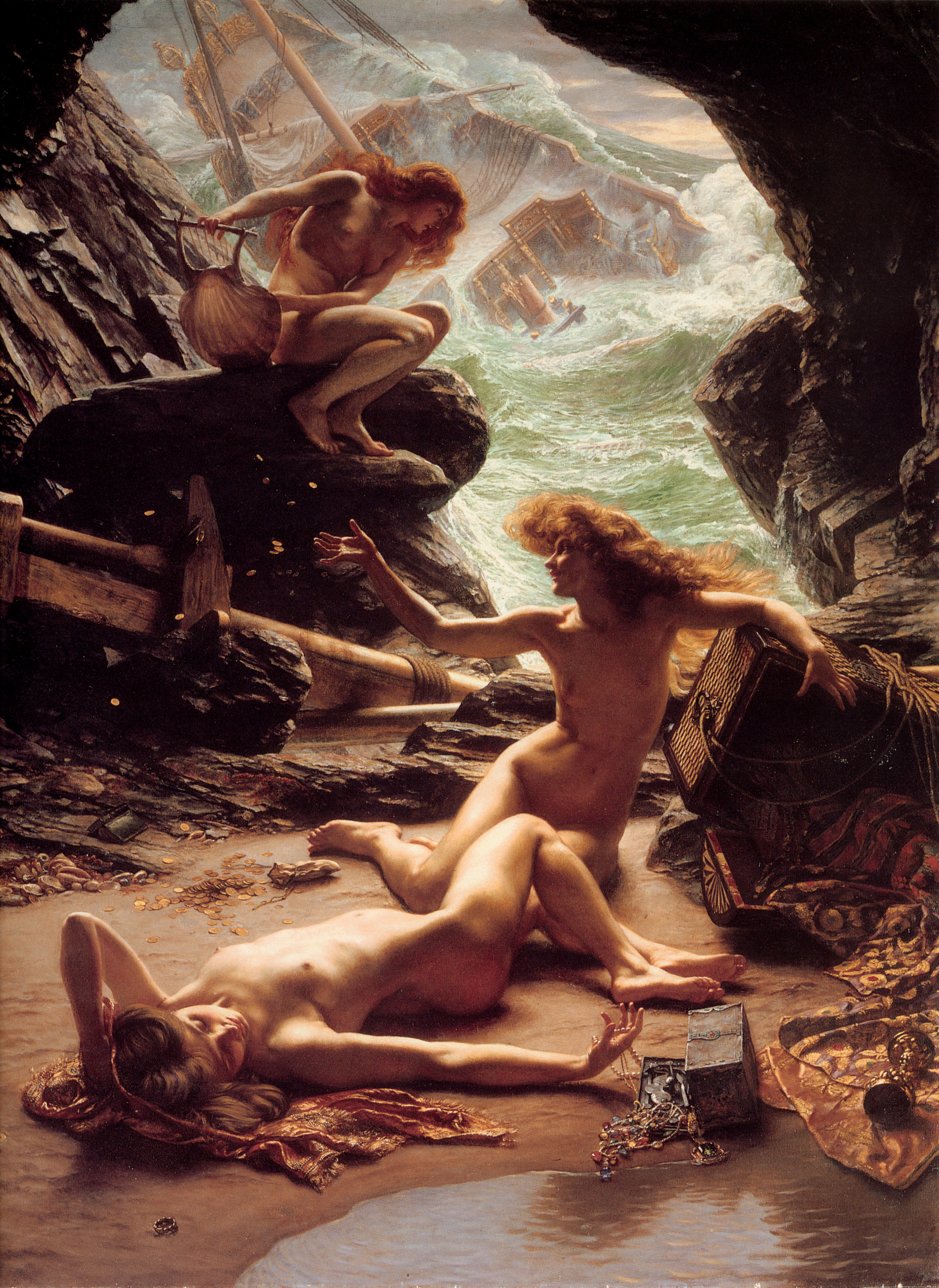
Stormnymfernas grotta, 1903
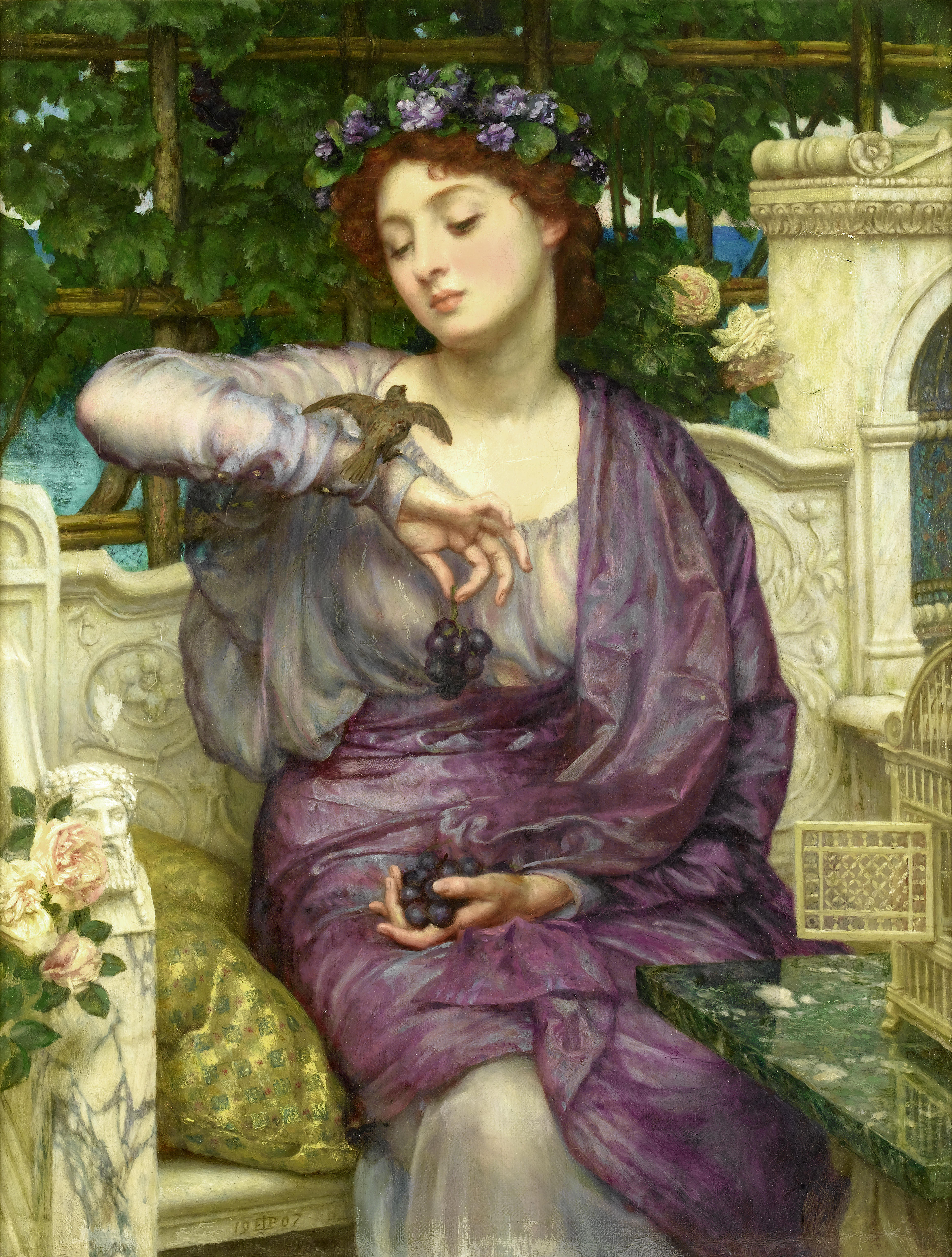
Lesbia och hennes sparv, 1907
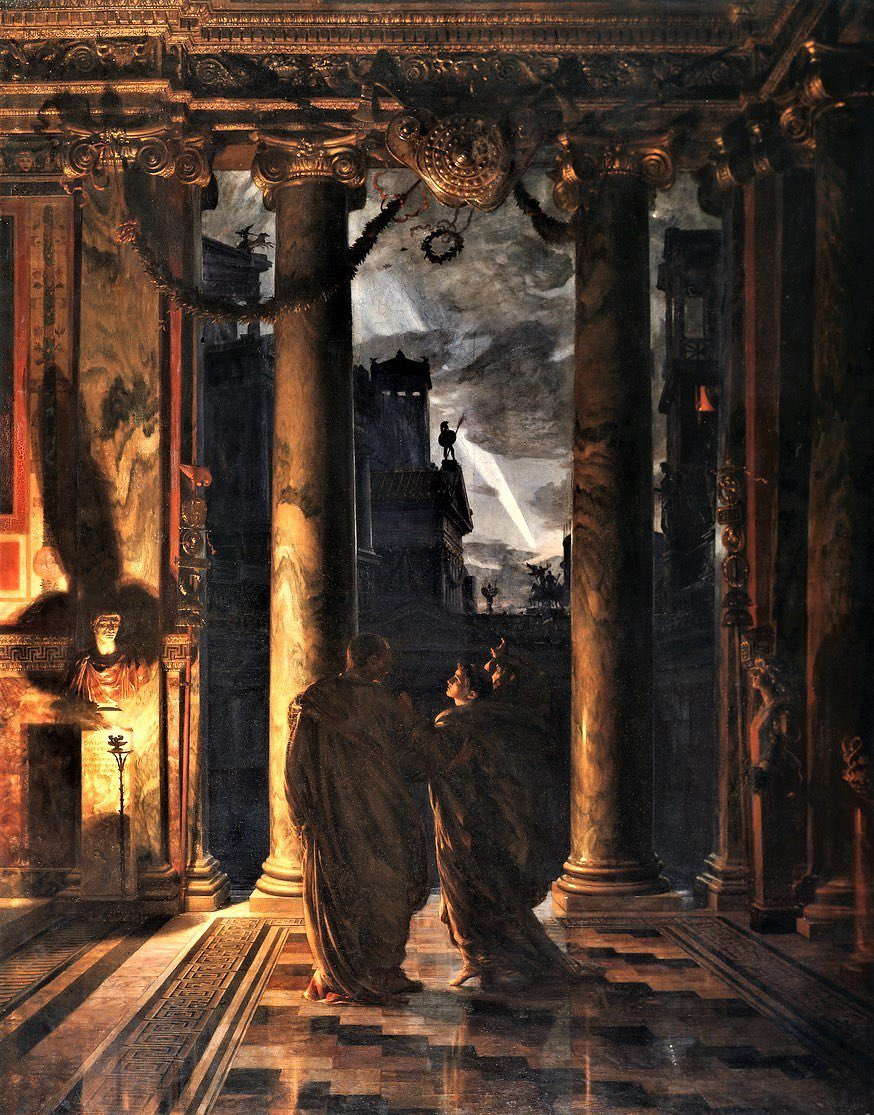
Idus Martiae